# Marc L. Marks

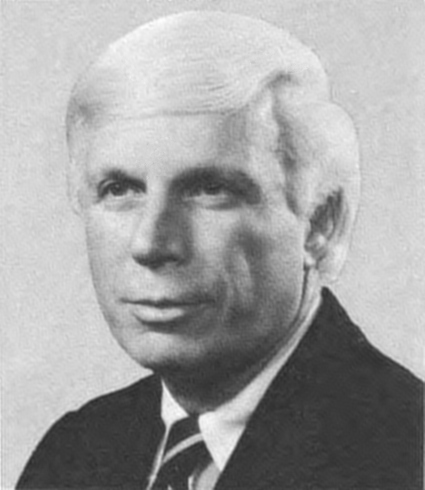
Marc L. Marks

Marc Lincoln Marks (* 12. Februar 1927 in Farrell, Mercer County, Pennsylvania; † 28. Februar 2018 in Chevy Chase, Maryland) war ein US-amerikanischer Politiker. Zwischen 1977 und 1983 vertrat er den Bundesstaat Pennsylvania im US-Repräsentantenhaus.

## Werdegang
Marc Marks besuchte die öffentlichen Schulen seiner Heimat und danach bis 1945 die Sharon High School. Zwischen 1945 und 1946 diente er in der Fliegerstaffel der US Army, aus der wenig später die Air Force hervorging. Anschließend studierte er bis 1951 an der University of Alabama. Nach einem Jurastudium an der University of Virginia in Charlottesville und seiner 1955 erfolgten Zulassung als Rechtsanwalt begann er in Farrell in diesem Beruf zu arbeiten. Von 1960 bis 1966 war er Bezirksstaatsanwalt im Mercer County. Politisch schloss er sich der Republikanischen Partei an.
Bei den Kongresswahlen des Jahres 1976 wurde Marks im 24. Wahlbezirk von Pennsylvania in das US-Repräsentantenhaus in Washington, D.C. gewählt, wo er am 3. Januar 1977 die Nachfolge des Demokraten Joseph P. Vigorito antrat, den er bei der Wahl geschlagen hatte. Nach zwei Wiederwahlen konnte er bis zum 3. Januar 1983 drei Legislaturperioden im Kongress absolvieren. Im Jahr 1982 verzichtete er wegen eines Rückenleidens auf eine weitere Kandidatur in einem anderen Wahlbezirk. Sein bisheriger Distrikt wurde zu diesem Zeitpunkt aufgelöst.
Im Jahr 1994 wurde Marc Marks von Präsident Bill Clinton in die Kommission für Sicherheit und Gesundheit im Bergbau berufen. Seinen Lebensabend verbrachte er in Sharon.